# 惠頓 (堪薩斯州)
惠頓（英語：Wheaton）是一個位於美國堪薩斯州波特瓦特米縣的城市。

## 地方資料
根據2020年美國人口普查的數據，惠頓的面積為0.40平方千米，當中陸地面積為0.40平方千米，而水域面積為0.00平方千米。當地共有人口98人，而人口密度為每平方千米245人。